# Гербы Владимирской области
Список гербов муниципальных образований Владимирской области Российской Федерации.
На 1 января 2020 года во Владимирской области насчитывалось 127 муниципальных образований — 5 городских округов, 16 муниципальных районов, 26 городских и 80 сельских поселений.

## Гербы городских округов
| Герб | Наименование                                           | Дата утверждения | Номер в ГГР |
| ---- | ------------------------------------------------------ | ---------------- | ----------- |
|      | Герб муниципального образования город Владимир         | 17 марта 1992    | не внесён   |
|      | Герб муниципального образования город Гусь-Хрустальный | 20 января 1999   | 452         |
|      | Герб муниципального образования город Ковров           | 25 января 2012   | 7566        |

| Герб | Наименование                                        | Дата утверждения | Номер в ГГР |
| ---- | --------------------------------------------------- | ---------------- | ----------- |
|      | Герб муниципального образования округ Муром         | 27 января 2004   | не внесён   |
|      | Герб муниципального образования ЗАТО город Радужный | 10 февраля 2003  | 1146        |

## Гербы муниципальных районов
| Герб | Наименование                                           | Дата утверждения | Номер в ГГР |
| ---- | ------------------------------------------------------ | ---------------- | ----------- |
|      | Герб муниципального образования Александровский район  | 29 апреля 2008   | 4109        |
|      | Герб муниципального образования Вязниковский район     | 31 октября 2017  | 11597       |
|      | Герб муниципального образования Гороховецкий район     | 19 марта 2008    | 3987        |
|      | Герб муниципального образования Гусь-Хрустальный район | 24 апреля 2012   | 7766        |
|      | Герб муниципального образования Камешковский район     | 24 июня 2008     | 4276        |
|      | Герб муниципального образования Киржачский район       | 26 сентября 2008 | 4432        |
|      | Герб муниципального образования Ковровский район       | нет данных       |             |
|      | Герб муниципального образования Кольчугинский район    | 25 июля 2002     | 1099        |

| Герб | Наименование                                         | Дата утверждения | Номер в ГГР |
| ---- | ---------------------------------------------------- | ---------------- | ----------- |
|      | Герб муниципального образования Меленковский район   | 28 сентября 2018 | 12016       |
|      | Герб муниципального образования Муромский район      | нет данных       |             |
|      | Герб муниципального образования Петушинский район    | 31 октября 2002  | 1102        |
|      | Герб муниципального образования Селивановский район  | 25 декабря 2012  | 8038        |
|      | Герб муниципального образования Собинский район      | 22 сентября 2006 | 2598        |
|      | Герб муниципального образования Судогодский район    | нет данных       |             |
|      | Герб муниципального образования Суздальский район    | 7 июля 2005      | 1940        |
|      | Герб муниципального образования Юрьев-Польский район | 27 февраля 2019  | 12257       |

## Гербы городских поселений
| Герб | Наименование                                                                   | Дата утверждения | Номер в ГГР |
| ---- | ------------------------------------------------------------------------------ | ---------------- | ----------- |
|      | Герб муниципального образования город Александров Александровского района      | 17 мая 2016      | 11016       |
|      | Герб городского поселения посёлок Балакирево Александровского района           | 17 февраля 2009  | 4806        |
|      | Герб муниципального образования посёлок Вольгинский Петушинского района        | 26 марта 2009    | 4804        |
|      | Герб муниципального образования посёлок Городищи Петушинского района           | 21 апреля 2010   | 6101        |
|      | Герб муниципального образования город Гороховец Гороховецкого района           | 11 мая 2007      | 3302        |
|      | Герб муниципального образования город Камешково Камешковского района           | 28 августа 2009  | 5733        |
|      | Герб муниципального образования «Город Карабаново» Александровского района     | 21 мая 2008      | 4163        |
|      | Герб городского поселения город Киржач Киржачского района                      | 27 февраля 2009  | 4802        |
|      | Герб муниципального образования «Город Костерёво» Петушинского района          | 16 мая 2008      | 4111        |
|      | Герб муниципального образования посёлок Красная Горбатка Селивановского района | 5 июля 2019      | 12420       |
|      | Герб муниципального образования город Курлово Гусь-Хрустального района         | 10 ноября 2009   | 5850        |

| Флаг | Наименование                                                                | Дата утверждения | Номер в ГГР |
| ---- | --------------------------------------------------------------------------- | ---------------- | ----------- |
|      | Герб муниципального образования город Лакинск Собинского района             | 18 мая 1999      | 496         |
|      | Герб муниципального образования город Меленки Меленковского района          | 18 октября 2018  | 12068       |
|      | Герб муниципального образования посёлок Мстёра Вязниковского района         | 4 октября 2012   | 7929        |
|      | Герб муниципального образования посёлок Никологоры Вязниковского района     | 24 мая 2018      | 11931       |
|      | Герб муниципального образования «Город Петушки» Петушинского района         | 28 мая 2009      | не внесён   |
|      | Герб муниципального образования «Город Собинка» Собинского района           | 23 мая 2007      | 3419        |
|      | Герб муниципального образования «Посёлок Ставрово» Собинского района        | 24 апреля 2008   | 4154        |
|      | Герб муниципального образования «Город Струнино» Александровского района    | 20 мая 2008      | 4277        |
|      | Герб муниципального образования «Город Судогда» Судогодского района         | 30 марта 2006    | не внесён   |
|      | Герб муниципального образования «Город Суздаль» Суздальского района         | 22 июля 2003     | 1346        |
|      | Герб муниципального образования город Юрьев-Польский Юрьев-Польского района | 27 марта 2019    | 12221       |

## Гербы сельских поселений
| Герб | Наименование                                                                    | Дата утверждения | Номер в ГГР |
| ---- | ------------------------------------------------------------------------------- | ---------------- | ----------- |
|      | Герб муниципального образования посёлок Анопино Гусь-Хрустального района        | 14 декабря 2012  | 8036        |
|      | Герб муниципального образования Асерховское Собинского района                   | 2 апреля 2019    | 12255       |
|      | Герб муниципального образования Березниковское Собинского района                | 20 июля 2018     | 12082       |
|      | Герб Боголюбовского сельского поселения Суздальского района                     | 31 мая 2018      | 11925       |
|      | Герб муниципального образования посёлок Великодворский Гусь-Хрустального района | 28 декабря 2018  | 12394       |
|      | Герб Воршинского сельского поселения Собинского района                          | 22 ноября 2013   | 8879        |
|      | Герб сельского поселения Горкинское Киржачского района                          | 13 ноября 2009   | 5775        |
|      | Герб Колокшанского сельского поселения Собинского района                        | 3 октября 2012   | 8524        |
|      | Герб Копнинского сельского поселения Собинского района                          | 14 февраля 2013  | 8330        |
|      | Герб Куриловского сельского поселения Собинского района                         | 30 мая 2018      | 11958       |
|      | Герб муниципального образования посёлок Мезиновский Гусь-Хрустального района    | 29 ноября 2016   | 11237       |
|      | Герб Нагорного сельского поселения Петушинского района                          | 22 сентября 2011 | 7163        |

| Герб | Наименование                                                      | Дата утверждения | Номер в ГГР |
| ---- | ----------------------------------------------------------------- | ---------------- | ----------- |
|      | Герб Новоалександровского сельского поселения Суздальского района | 13 декабря 2012  | 9826        |
|      | Герб Павловского сельского поселения Суздальского района          | 20 сентября 2012 | 7927        |
|      | Герб муниципального образования Пекшинское Петушинского района    | 26 октября 2017  | 11598       |
|      | Герб муниципального образования Пенкинское Камешковского района   | 9 сентября 2014  | 11189       |
|      | Герб Петушинского сельского поселения Петушинского района         | 15 декабря 2011  | 7585        |
|      | Герб муниципального образования Рождественское Собинского района  | 29 марта 2018    | 11852       |
|      | Герб Селецкого сельского поселения Суздальского района            | 24 сентября 2014 | 9538        |
|      | Герб Толпуховского сельского поселения Собинского района          | 30 сентября 2014 | 9540        |
|      | Герб посёлка Уршельский Гусь-Хрустального района                  | 26 мая 2011      | 7149        |
|      | Герб муниципального образования Фоминское Гороховецкого района    | 26 января 2018   | 11753       |
|      | Герб муниципального образования Черкутинское Собинского района    | 25 января 2018   | 11755       |